# Брэмуэлл, Грант
Грант Ди́гби Брэ́муэлл (англ. Grant Digby Bramwell; 28 января 1961, Гисборн) — новозеландский гребец-байдарочник, выступал за сборную Новой Зеландии на всём протяжении 1980-х годов. Чемпион летних Олимпийских игр в Лос-Анджелесе, бронзовый призёр чемпионата мира, победитель регат национального и международного значения.

## Биография
Грант Брэмуэлл родился 28 января 1961 года в городе Гисборне на Северном острове. Активно заниматься греблей начал в раннем детстве, проходил подготовку городке Уэйкана в одноимённом спортивном клубе.
Первого серьёзного успеха на взрослом международном уровне добился в 1984 году, когда попал в основной состав новозеландской национальной сборной и благодаря череде удачных выступлений удостоился права защищать честь страны на летних Олимпийских играх в Лос-Анджелесе. Завоевал здесь золотую медаль в составе четырёхместного экипажа, куда помимо него вошли также гребцы Алан Томпсон, Иэн Фергюсон и Пол Макдональд. При всём при том, страны социалистического лагеря по политическим причинам бойкотировали эти соревнования, и многих сильнейших спортсменов из ГДР, Восточной Европы и СССР здесь попросту не было.
Брэмуэлл остался в основном составе гребной команды Новой Зеландии и продолжил принимать участие в крупнейших международных регатах. Так, в 1985 году он побывал на чемпионате мира в бельгийском Мехелене, откуда привёз награду бронзового достоинства, выигранную в зачёте одиночных байдарок на десяти километрах. В 1988 году благополучно прошёл квалификацию на Олимпийские игры в Сеуле, где, тем не менее, защитить чемпионское звание не смог, в программе байдарок-четвёрток на тысяче метрах добрался только до стадии полуфиналов.
Завершив карьеру профессионального спортсмена, в 1990-е годы Грант Брэмуэлл работал отборщиком в новозеландской гребной сборной.